# Петергофское викариатство
Петерго́фское викариа́тство — викариатство Санкт-Петербургской епархии Русской Православной Церкви.

## История
14 (27) марта 1922 года резолюцией Патриарха Тихона было открыто Петергофское викариатство и на эту вновь открытую кафедру был назначен наместник Александро-Невской Лавры архимандрит Николай (Ярушевич). Хиротония состоялась 25 марта (7 апреля) 1922 в Троицком соборе Александро-Невской Лавры
В 1922—1923 годы входило в состав «Петроградской автокефалии» во время отсутствия связи с Патриархом Тихоном, находившимся в тюрьме.
В 1935 году епископ Николай был возведён в сан архиепископа с правами епархиального архиерея
К концу 1930-х годов архиепископ Николай де-факто лишился своего викариатства, так как все церкви как в Петергофе и в Петергофском районе были закрыты. Он служил в Никольском соборе в качестве приписного священнослужителя. 28 октября 1940 года архиепископ Николай был назначен на Волынско-Луцкую кафедру. После этого Петергофская кафедра в течение нескольких десятилетий не замещалась.
19 июля 2006 года решением Священного Синода Русской православной церкви викариатство было возрождено.

## Епископы
- Амвросий (Ермаков) (12 марта 2013 — 14 июля 2018)
- Маркелл (Ветров) (27 сентября 2006 — 12 марта 2013)
- Николай (Ярушевич) (7 апреля  1922 — 28 октября 1940) с 1935 — архиепископ с правами епархиального архиерея
- Серафим (Амельченков) (14 июля 2018 — 9 июля 2019)
- Силуан (Никитин) (с 18 июля 2019)